# Translatie (natuurkunde)

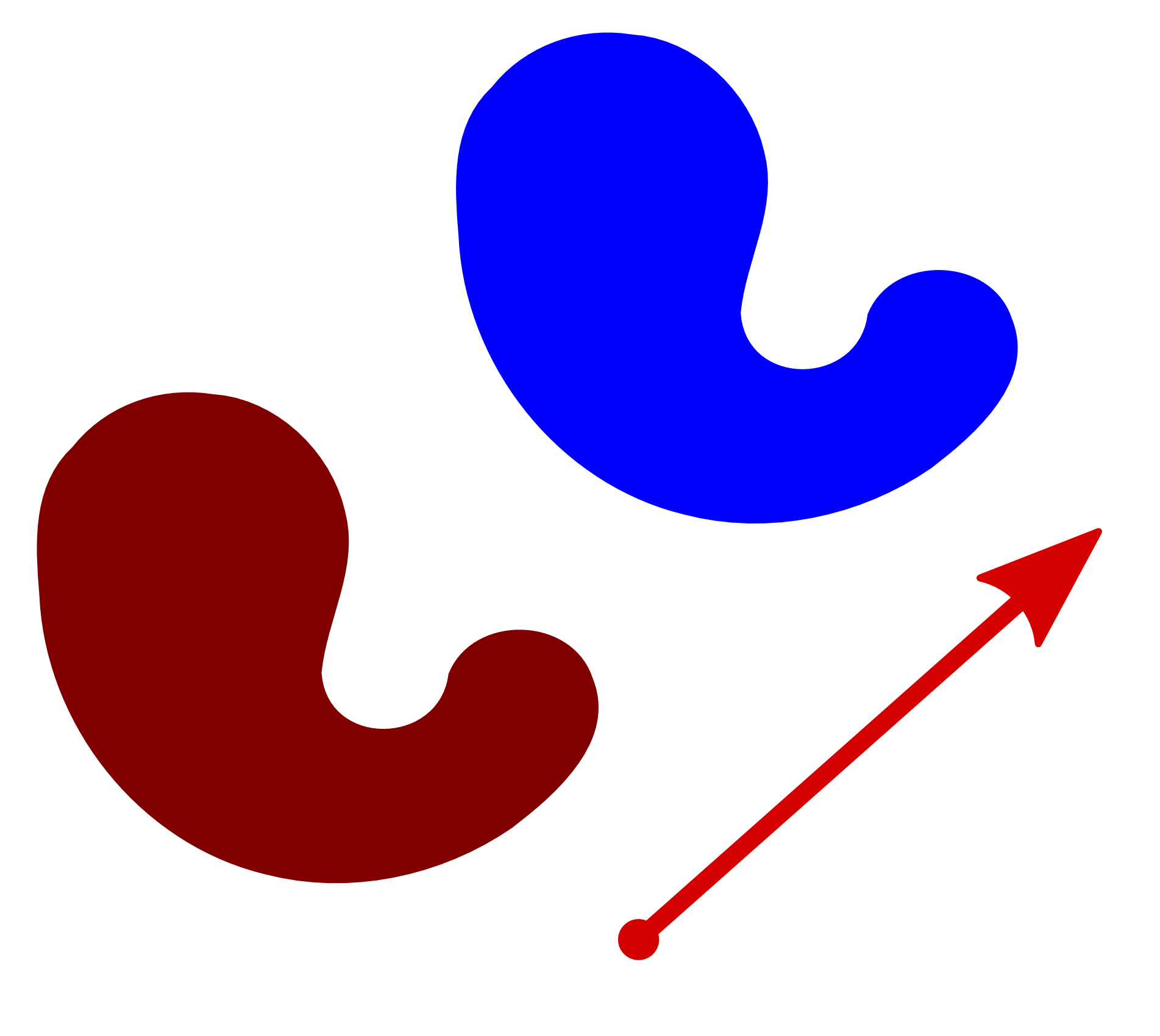
Bij een translatie beweegt elk punt van een voorwerp over dezelfde afstand in een gegeven richting. In deze figuur is de richting van de translatie aangegeven met de pijl

Kompasnaald in een homogeen magneetveld als voorbeeld van een translatie

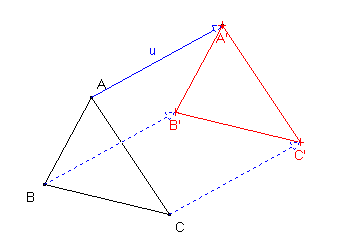
ABC wordt naar A'B'C' getransleerd. De lijnen AA', BB' en CC' zijn evenwijdig

In de natuurkunde is translatie een verplaatsing van een voorwerp tussen twee tijdstippen waarbij alle punten van het voorwerp op elk ogenblik dezelfde verplaatsing (hebben) ondergaan. Deze beweging hoeft echter niet volgens een lijn te verlopen. Een verplaatsing van een puntmassa is altijd een translatie, omdat alle punten van dat voorwerp, hier de puntmassa, samenvallen met die ene puntmassa.
Typisch voor een translatie is dat richting van het voorwerp tijdens deze translatie behouden blijft in tegenstelling tot rotatie, waarbij de richting verandert.

## Verplaatsing in het algemeen
Een willekeurige verplaatsing van een onvervormbaar voorwerp in de euclidische ruimte tussen twee punten in die ruimte kan altijd worden ontbonden in twee componenten:
- Een translatie gegeven door de componenten Δx, Δy, Δz.
- Een rotatie van het voorwerp om een willekeurige as.

In een driedimensionale ruimte heeft een voorwerp de mogelijkheid zich over de drie translatierichtingen te verplaatsen, en om drie rotatieassen te draaien. Er is dan sprake van zes vrijheidsgraden. In een tweedimensionaal geval, bij een verplaatsing in een plat vlak zijn er twee translatierichtingen, en slechts één rotatieas. Er is dan sprake van drie vrijheidsgraden.

## Wiskundige beschrijving van translatie
Bij een translatie verandert de plaats van elk punt van een niet vervormbaar voorwerp volgens de formule:
{\displaystyle (x,y,z)\to (x+\Delta x,y+\Delta y,z+\Delta z)}
waarbij {\displaystyle (\Delta x,\Delta y,\Delta z)} op een gegeven ogenblik voor elk punt dezelfde vector is.
Als een voorwerp verplaatst wordt van één positie naar een andere, en als de lijnen die begin- en eindpunt verbinden van elk punt van het voorwerp rechte, parallelle lijnen zijn met lengte ℓ, zodanig dat de oriëntatie van het voorwerp in de ruimte ongewijzigd is, dan wordt die verplaatsing een translatie evenwijdig aan de richting van de lijnen over een afstand ℓ genoemd. — E.T. Whittaker: A Treatise on the Analytical Dynamics of Particles and Rigid Bodies, p. 1

## Voorbeelden

### Kroeg
Voorbeelden van zuivere translatiebewegingen in de werkelijkheid zijn vooral te vinden bij het schuiven van voorwerpen over een oppervlak, zoals dat van een bierglas dat een zet krijgt en over een natte tafel kan schuiven.

### Reuzenrad

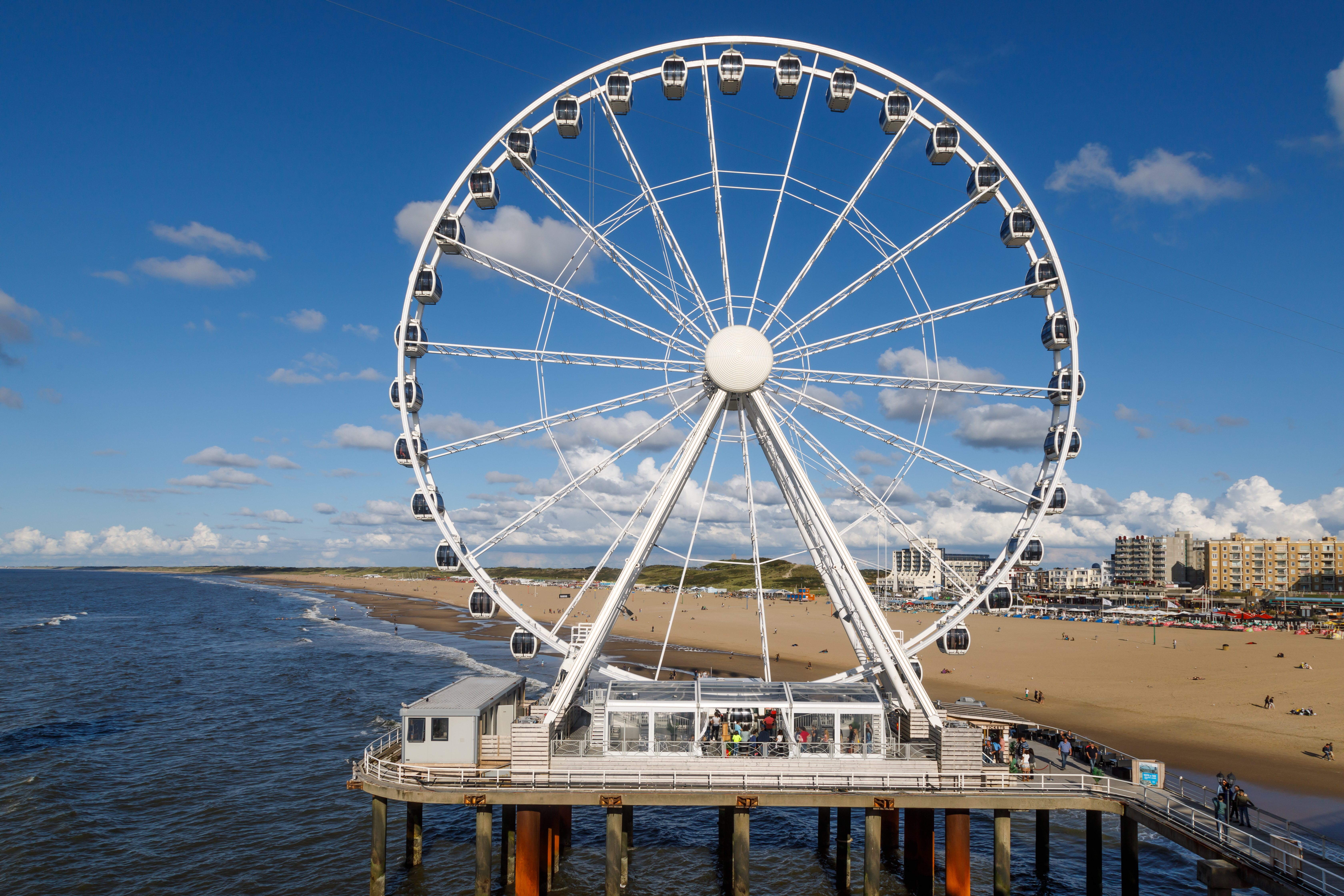
Scheveningen

Een bijzondere situatie is het reuzenrad. Het reuzenrad draait als geheel om zijn as. De cabines van het reuzenrad voeren een translatie uit waarbij de vloer steeds horizontaal blijft en de wanden steeds verticaal. Dat komt omdat de cabines om hun ophanging roteren en afgezien van enig schommelen door de werking van de zwaartekracht altijd dezelfde stand houden. Tijdens de draaiing van het rad kan elke positie van de cabine derhalve gezien worden als een translatie tussen twee punten op een cirkel.
Alle punten van een translerend voorwerp hebben op een gegeven ogenblik dezelfde vectoriële snelheid en alle punten ervan beschrijven evenwijdige banen. Alle punten van de cabines van een reuzenrad bewegen volgens dezelfde cirkels, die ten opzichte van elkaar zijn verschoven.

### Relativiteitstheorie
In de natuurkunde heeft de translatiebeweging van voorwerpen een fundamenteel andere eigenschap dan een rotatiebeweging.
Voor een waarnemer in een afgesloten stelsel dat alleen een eenparige (= constante) translatie beweging uitvoert (denk aan een treinwagon met verduisterde ramen) is het niet mogelijk om de eigen snelheid te bepalen: er is geen verschil te merken met een stelsel dat stilstaat of een andere kant op beweegt. Voor een waarnemer in een roterend systeem is dat wel het geval. Er kan dan namelijk altijd een versnelling waargenomen worden.
Wat voor translatiebeweging een voorwerp ook ondergaat, de wetten van de natuurkunde moeten blijven gelden. De Nederlandse natuurkundige Hendrik Lorentz stelde formules op waarin een translatie in het ene coördinatensysteem {\displaystyle S} uitgedrukt werd in een ander coördinatensysteem {\displaystyle S'}, waarbij {\displaystyle S'} en {\displaystyle S} ten opzichte van elkaar een snelheid v in de x-richting hebben.
Het bleek mogelijk te zijn om - puur uit deze wiskundige formulering van een translatiesnelheid - voor bewegende geladen deeltjes de wetten van Maxwell af te leiden, en uiteindelijk de speciale relativiteitstheorie van Einstein. Door gebruik te maken van het stelling van Noether kan uit translatie van een deeltje met massa de wet van behoud van impuls afgeleid worden.

### Stilstaand voorwerp
Men kan zeggen dat alle punten van een stilstaand voorwerp een 'translatie' langs de tijdas uitvoeren.